# Clytia macrogonia
Clytia macrogonia is een hydroïdpoliep uit de familie Campanulariidae. De poliep komt uit het geslacht Clytia. Clytia macrogonia werd in 1984 voor het eerst wetenschappelijk beschreven door Bouillon. 